# Варатынов, Сергей Владимирович
Сергей Владимирович Варатынов (род. 27 июня 2003 года в Москве, Россия) — российский футболист, защитник клуба «Балтика». Один из самых перспективных молодых защитников в России.

## Клубная карьера
Воспитанник московского «Торпедо», первый тренер Юрий Дмитриевич Ванюшкин. Также занимался футболом в юношеской команде «Локомотива». Во взрослом футболе дебютировал в составе «Строгино»: 6 мая 2022 года вышел на замену вместо Игоря Соколова на 2-й добавленной минуте второго тайма матча второго дивизиона против «Сокола». Всего в своём первом сезоне  принял участие в 7 встречах. В сезоне 2022/23  сыграл 32 игры и забил впервые в карьере, поразив ворота второй команды «СКА-Хабаровск» 10 июня 2023 года.
В сезоне 2023/24  перешёл в «Химки», отыграл 32 матча, забил 2 гола и стал победителем первого дивизиона. Год спустя  повторил это достижение в составе «Балтики», на его счету были 23 встречи, а также 2 забитых мяча. 18 июля 2025 года  дебютировал в  премьер-лиге, выйдя в стартовом составе в матче 1-го тура с московским «Динамо».

## Международная карьера
Играл за Россию на юношеском уровне. В 2018 году он принял участие в 6 международных матчах сборной до 15 лет. В 2018—2019 годах он был капитаном юношеской сборной до 16 лет, сыграв 13 игр и отметившись 1 забитым мячом. В 2019—2020 годах защитник носил капитанскую повязку в юношеской сборной России до 17 лет, отыграв 6 встреч в её составе.

## Достижения
«Химки»
- Победитель Первой лиги (1): 2023/24

«Балтика»
- Победитель Первой лиги (1): 2024/25